# Qiu Yike
Qiu Yike (chinesisch 邱科 / 邱科, Pinyin Qiū Yīkē; * 18. Januar 1985 in Chengdu) ist ein ehemaliger chinesischer Tischtennisspieler. Er gewann in den Jahren 2005 und 2007 die Bronzemedaille bei den Weltmeisterschaften im Mixedwettbewerb zusammen mit Cao Zhen.
Aufsehen erregte Qiu Yike, als er bei der WM 2003 in der zweiten Runde Timo Boll besiegte. Später fiel er durch negative Eskapaden auf, was disziplinarische Strafen seitens des chinesischen Tischtennisverbandes zur Folge hatte.
Mit der Mannschaft konnte er zudem Gold beim World Team Cup im Jahr 2009 gewinnen. Am erfolgreichsten war er im Doppel- und Mixed-Wettbewerb, so erreichte der Chinese 2003 den 3. Platz bei den Pro Tour Grand Finals.

## Turnierergebnisse
| Verband | Veranstaltung         | Jahr | Ort       | Land | Einzel        | Doppel     | Mixed     | Team |
| ------- | --------------------- | ---- | --------- | ---- | ------------- | ---------- | --------- | ---- |
| CHN     | Weltmeisterschaft     | 2003 | Paris     | FRA  | Viertelfinale |            |           |      |
| CHN     | Weltmeisterschaft     | 2005 | Shanghai  | CHN  |               |            | Bronze    |      |
| CHN     | Weltmeisterschaft     | 2007 | Zagreb    | CRO  |               |            | Bronze    |      |
| CHN     | Weltmeisterschaft     | 2009 | Yokohama  | JPN  |               |            | letzte 32 |      |
| CHN     | Weltmeisterschaft     | 2013 | Paris     | FRA  |               |            | letzte 16 |      |
| CHN     | World Team Cup        | 2009 | Linz      | AUT  |               |            |           | 1    |
| CHN     | Pro Tour Grand Finals | 2003 | Guangzhou | CHN  |               | Halbfinale |           |      |